# Lampoterma coeruleum
Lampoterma coeruleum är en stekelart som först beskrevs av William Harris Ashmead 1888.  Lampoterma coeruleum ingår i släktet Lampoterma och familjen puppglanssteklar. Inga underarter finns listade i Catalogue of Life.